# Hendrik Bakker van Bommel
Hendrik van Bommel, lateinisch Henricus Artopoeus Bomelius Vesaliensis (* um 1496 in Bommel, Herzogtum Geldern (eher Zaltbommel als Maasbommel); † 29. September 1570 in Duisburg, Herzogtum Kleve) war ein reformierter Theologe, der in seiner niederländischen Heimat (1520er–1530er Jahre) und am Niederrhein in Kleve (bis 1536), in der Grafschaft Moers (1536–1542; 1560–1568), in Wesel (1542–1559) und in Duisburg (1568–1570) wirkte.

## Leben

### Studium in Köln
Am 26. Oktober 1520 unter dem Rektorat des Juristen Johannes Schudherinck (* um 1470/80; † 1531/32) wurde „Hinr(icus) Gerardi de Bommell (= Sohn des Gerard aus Bommel); (ad) art(es) i(uravit) et s(olvit)“ an der Alten Universität Köln immatrikuliert. Er erwarb den akademischen Magistergrad.

### Unterscheidung von zwei namensgleichen Personen
Zwei Jahre später wurde am 12. Dezember 1522 unter dem Rektorat von Goswinus Fastradi aus Brakel ein Namensvetter „Henr(icus) Boemel“ aus der Diözese Utrecht (Trai(ectensis) d(ioecesi)) ebenfalls in Köln immatrikuliert, wegen Armut wurde er von der Einschreibegebühr befreit (propter paupertatem n(on) s(olvit)). Er wurde am 17. November 1523 zum Baccalaureat zugelassen und erhielt am 15. März 1525 das Lizenziat. Er stammte ebenfalls aus dem Gelderland, war Klosterbruder und Lehrer an der Schule St. Hieronymus und Rektor des Klosters der Schwestern von der heiligen Maria Magdalena in Utrecht. Er starb 1542 und wurde in der Maria Magdalena Kerk (heute Utrechter Dom) begraben.
Da die Namensvettern „van Bommel“ beide einen Bezug zu Utrecht hatten, sind sie in der Literatur oft miteinander verwechselt oder miteinander identifiziert worden. Schon die belgischen Geschichtsschreiber Valerius Andreas Deschel und Jean François Foppens (1689–1761) unterschieden jedoch in ihrer jeweiligen Bibliotheca belgica 1643 und 1739 zwei Personen. Vor den Schriften desjenigen, der in Wesel tätig gewesen war (Vesaliensis), müsse sich ein römischer Katholik (Romanus) hüten.

### Priesterweihe und Verfasser reformatorischer Schriften
Der später in Wesel lebende Henricus Bomelius hatte Schulen in Deventer und Utrecht besucht. Er wurde 1522 zum Priester geweiht. Johannes Monheim, den Rektor des 1545 gegründeten Gymnasiums in Düsseldorf, der zuvor in Köln und Essen wirkte, bezeichnete Bomelius später als seinen Lehrer.
Anfang der 1520er Jahre verfasste der spätere „Weseler“ Hendrik van Bommel im Geiste der Devotio moderna – vermutlich zunächst auf Latein – den Traktat Oeconomica christiana. Summa der godliker scrifturen, der binnen kurzer Zeit von ihm selbst ins Niederländische und – wohl in Antwerpen mit verschiedenen fingierten Druckorten – in das Französische, Italienische, Englische, später unter dem Titel Summe der deutschen Theologie auch in das Hochdeutsche übersetzt wurde. Der Traktat erlebte zahlreiche Nachdrucke und erreichte große Verbreitung in Mitteleuropa. Es war die erste niederländische Schrift, die (wegen der Verbreitung reformatorischer Gedanken) von der Inquisition schon 1524 auf den Index librorum prohibitorum gesetzt und verboten wurde. Der flämische Theologieprofessor Jacques Masson genannt Latomus an der Universität Löwen verfasste 1530 eine direkte Gegenschrift gegen das „Pestbuch“ (liber … pestilens). Auch eine Mitwirkung an der ersten Bibelübersetzung in die Niederländische Sprache (Dat Euangeliū(m) van Sinte Matheus den Apostel, 1523) wird Hendrik van Bommel zugeschrieben. Vielleicht war der spätere „Weseler“ Hendrik van Bommel tatsächlich der erwähnte Lehrer an der Utrechter Hieronymusschule. Als Bomelius 1554 oder eher 1557 als Prediger und Lehrer in Wesel über seinen Glauben befragt wurde, erklärte er, er habe darüber „vóor ongeveer dertich jaren (= vor ungefähr dreißig Jahren)“ in seinem „bouxken, genant die Summa der Duitsscher Theologie“ geschrieben, das vor einigen Jahren (nämlich 1553) in Wesel nachgedruckt worden war. Die „Somma vander Theologie“ bzw. „Somma vanden godlycke scriftueren ofte Duytsche Theologien“ wurde tatsächlich bereits 1524 im Prozess gegen den Leidener Drucker Jan Zeversz. erwähnt, der älteste erhaltene niederländische Druck stammt von 1526. Der Verfasser der „Somma“ wurde am 13. Juli 1524 durch den holländischen Hof ausgewiesen und seiner Güter für verlustig erklärt.
Bommel erlebte 1525 den „Utrechter Krieg“ zwischen Herzog Karl von Geldern und Bischofs-Elekt Heinrich II. von Utrecht mit. Die Geschichte dieses unglückseligen Krieges, „nos ipsi praesentes vel vidimus, vel à testibus fide dignis audivimus (= die wir entweder als selbst Anwesende gesehen oder von glaubwürdigen Zeugen gehört haben)“, hat Bommel nach eigenem Bekunden in seiner Moerser Zeit niedergeschrieben; er widmete sie seinen Gönner Gisbert Baxius (Gysbrecht van Baeck; † 1549), Präfekt von Grave und Rat des Grafen Floris van Egmond, später für dessen Sohn Maximilian von Egmond Bailiff von IJsselstein.
In den 1530er Jahren werden Herman Stricker Swollanus aus Zwolle, Henricus Bomelius, Georgius Sylvanus (Wibotius Puteolanus) de Vlaming (* um 1530; † 1576) aus Pittem, Johannes Staesz. Andelius (van Andel bei Altena) (* um 1555; 1614 oder nach 1619) aus Baardwijck (bei Waalwijk; heute Ortsteil von Altena) und Christiaan Mostert (Sinapius) († 1610) aus Venlo als Lehrer und Prediger der heimlichen protestantischen Gemeinde in ’s-Hertogenbosch erwähnt. Sie leiteten sogenannte „Heckenpredigten“ (hagenpreeken) die außerhalb der Stadt im Freien stattfanden.
Hendrik van Bommel stand – in der Kölner und in der spanischen Ausgabe unter dem fehlerhaft geschriebenen Namen „Henricus Bomius“ schon zu Lebzeiten auf dem Index Librorum Prohibitorum in der 1. Klasse häretischer Schriftsteller.

### Heinrich van Bommel als Lehrer und Pfarrer am Niederrhein
Hendrik van Bommel wurde 1536 unter Herzog Johann III. von Jülich-Kleve-Berg aus Kleve vertrieben und des Landes verwiesen: Er ist „alhie tho Cleue vpgenomen, verhoirt vnd aus bewegenden vrsachen vnser Furstenthumben vnd Landen verwesen worden, woe hy ouch solchs tho doin damails selbst gesworen hefft“. Er erhielt anschließend durch Graf Wilhelm II. von Neuenahr und Moers eine Anstellung an der Moerser Schule und bekam die Erlaubnis zum Predigen. Anlässlich einer Reise im Herbst 1537 zu Kurfürst Johann Friedrich I. von Sachsen in Weimar ließ Wilhelm II. von Neuenahr seinen Hofprediger durch den Kurfürsten bei Martin Luther in Wittenberg einführen. Bei diesem Hofprediger handelte es sich jedoch um Johann Uden (Udemius), nicht um Hendrik van Bommel.
1542 verließ van Bommel Moers nach sechsjähriger Tätigkeit wieder. Er wurde am 21. November 1542 vom Weseler Stadtrat auf die Schule an der Mathena berufen, um am 3. April 1543 auch ein Amt als Prediger zu übernehmen. Es gelang ihm zusammen mit Wolbrand Schagius († 1605) und Hermann Stein genannt Hollandus († 1564), die Weseler Franziskanerinnen (Beginen) zum Übertritt zum Protestantismus zu bewegen. Bommel war in Wesel auch an der Stadtschule als Lehrer tätig und Konrektor der Schule. Am 7. März 1544 wurde allen Niederländern unter Strafandrohung per Dekret aus Brüssel verboten, ihre Kinder auf die ketzerische Weseler Schule zu schicken. Als Rektor amtierte in Wesel von 1545 bis 1548 Johannes Lithodius (* 1510; † nach 1578).
Als der Exulant John Bale im April 1548 in Wesel bei dem Drucker Dirik van der Straten (Theodorus Plateanus) die von Elisabeth I. verfasste Übersetzung von Miroir de l'âme pécheresse (1531) der Margarete von Navarra unter dem Titel A godly medytacyon of the christen sowle, concerninge a loue towardes God and hys Christe herausgab, ließ er sich die Qualität der Übersetzung von „the lerned men of our cytie, Murseus, Buscoducius, Bomelius, Lithodius & Imā[n]nus“ bestätigen.
Der Weseler Stadtrat berief den Konrektor Hendrik van Bommel nach dem Tod des Gysbert von Neukirchen († 1553) zum Januar 1553 als neuen Frühprediger. Am 14. Oktober 1555 taufte Bommel Peregrine Bertie, als Kind englischer Exulanten in der Weseler Mathenakirche. Mit dem evangelischen Gottesdienst, der seit dieser Zeit auch Einfluss auf die Gemeinden in der Umgebung Wesels hatte, geriet die Stadt in Konflikt mit der Religionspolitik des Herzogs Wilhelm V. von Jülich-Kleve-Berg. Im Frühjahr 1559 setzte der Herzog gegen den Weseler Stadtrat seinen Hofprediger Nikolaus Roll (1527–1565), einen Anhänger Melanchthons, als Stadtpfarrer durch, der an Ostern 1559 auf herzoglichen Befehl das Altarsakrament im Willibrordi-Dom zwar unter beiderlei Gestalt, aber dennoch im katholischen Messgewand austeilte, während die Niederländer Heinrich Bommel und Hermann Stein in der Mathenakirche am evangelischen Gottesdienst festhielten und das Anlegen von Chorröcken ablehnten; Bommel und Stein wurden 1559 entlassen bzw. genötigt, ihr Amt niederzulegen und zu privatisieren. Bommel kehrte in die Grafschaft Moers zurück und wurde 1560 Pastor in Friemersheim, wo er 1561 die Reformation einführte.
Graf Hermann von Neuenahr und Moers erließ 1561 eine lutherisch-melanchthonische Kirchenordnung (liber ritualis) für die Grafschaft Moers und die Herrschaft Bedburg, an deren Erarbeitung Bomelius mitwirkte. Die Pfarrer in der Grafschaft Moers mussten sich auf die „Erklärung von Augsburg“ (Augustanae professioni = Confessio Augustana) verpflichten.
Seit 1568 war Walter Roius Bomelius (Roy aus Bommel) „Pastor zu Vrimmerßheim“. Hendrik van Bommel lebte seit 1568 in Duisburg. Er war offiziell vom 9. Juli 1570 bis zu seinem Tode zweieinhalb Monate später Pfarrer an der Salvatorkirche in Duisburg.

### Familie – der Sohn Elias Bomelius
Der Sohn Elias (Eliseus; Licius; Yelisey) Bomelius (* um 1540/42; † 1579), geboren in Wesel, wurde am 3. Oktober 1556 als „Heliseus Bomelius Wesaliensis“ in Wittenberg immatrikuliert, erwarb – gefördert durch die Duchess of Suffolk (Mutter von Peregrine Bertie) und John Bale – ein medizinisches Doktorat in Cambridge und beantragte 1568 als „M. D. of Cambridge“ seine Inkorporation in Oxford. Seit 1564 war er mit Jane Richards (⚭ II. 1586 Thomas Wennington) verheiratet. Elias Bomelius war ein Arzt und Astrologe, der in England und Russland wirkte. 1569 wurde Bomelius in England unter dem Vorwurf der Ausübung der Medizin ohne Lizenz eingesperrt. Auch von Iwan dem Schrecklichen in Moskau wurde er nach einer Tätigkeit als Leibarzt und angeblicher Giftmischer für den Zaren als „Magier“ und Verschwörer verhaftet. Er starb in einem Moskauer Gefängnis an den Folgen grausamer Folter, nachdem er zu Tode geröstet worden war.
Ein weiterer Sohn Hendriks van Bommel könnte Balthasar von Bommel gewesen sein, der sich 1556 in Köln für die Befreiung der inhaftierten Protestanten Matthias († 1557) und Lorenz Vorsbach einsetzte.

## Werke
- (zugeschrieben) Lamentationes Petri autore Esdra Scriba[67] olim, modo publico sanctorum Pronotario, cum annotationibus seu additionibus Iohannis Andreae. o. O. [Simon Corver, Zwolle] 1521 (uni-paderborn.de).
- (zugeschrieben)[68] Confutatio determinationis doctorum Parrhisiensium, contra M. L. ex ecclesiasticis doctoribus desumpta, denuo recognita et locupletata. Adjecta est disputatio Groningae habita, cum duabus epistolis (etc.).[69] Basel (= Simon du Bois, Alençon) 1523 (digital.onb.ac.at).
- (Übersetzung zugeschrieben)[70] Die evangelien ons Heere[n] Iesu xpi., inder duytscher sprake, getranslateert, Teil I Dat Euangeliū(m) van Sinte Matheus den Apostel. Doen Pietersoen, 1523 (Google-Books).
- (zugeschrieben) Oeconomica Cristiana in rem Christianam instituens, quidve creditum ingenue Cristianum oportet ex evangelicis literis eruta. o. O. o. J. [1520?][71]
  - Oeconomica christiana. Straßburg (= Martinus de Kayser, Antwerpen) 1527; Neuausgabe Johannes Justus van Toorenenbergen (Hrsg.): Het oudste Nederlandsche verboden boek 1523. Oeconomica christiana, in rem christianam Instituens, quidve creditum ingenue christianum oportet (etc.); Summa der godliker scrifturen (lateinisch und niederländisch). (Monumenta Reformationis Belgicae 1). E. J. Brill, Leiden 1882 (Google-Books).
  - (zugeschrieben)[72] Summa der godliker Scrifturen. Jan Zevertsszoon, Leiden 1523; Nachdruck Cornelis Hendrickszoon, Delft 1525; Summa der godliker scrifturen oft Een duytsche Thelogie, leerēde ende onderwijsende alle menschē, wat dat christen geloeue is. Beigebunden eine Übersetzung von Johannes Oekolampad: Das Testament Jesu Christi, das man byßher genent hat dye Messz verteutscht.[73] 2. oder 3. Auflage o. O. (= Steven Mierdmans, Antwerpen) 1526[74] und weitere Ausgaben = De Evangelische Maatschappij (Hrsg.): Wat een Roomsch geestelijke in 1523 aan de christen-menschen leerde. Summa der godliker Scrifturen. Brill, Leiden 1882 (Google-Books); Neuausgabe (in eigener hochdeutschen Übersetzung) Karl Benrath (Hrsg.): Die Summa der Heiligen Schrift. Ein Zeugniß aus dem Zeitalter der Reformation für die Rechtfertigung aus dem Glauben. L. Fernau, Leipzig 1880 (Google-Books)
  - (verschollen) Summe der deutschen Theologie. 2. Auflage Dirk van der Straiten, Wesel 1553[75]
  - La Summe de lescripture saincte. Thomas Wolff, Basel (= Simon du Bois, Alençon) 1523; weitere Ausgabe 1544
  - Simon Fish (Hrsg.): The sum of the holye scripture. o. O. [Antwerpen] 1529 = Summe of the Holy Scripture. John Day, London 1547 und weitere Ausgaben
  - Sommario della Sacra Scrittura. um 1534; Neuausgabe … Trattato del secolo XVI, hrsg. von Emilio Comba. Claudiana, Rom 1877
- (verschollen) De Priscis ecclesiae ritibus deque Sacrorum inde ab Apostolorum aetate usque ad nostra tempora principiis et successione.[76]
- Bellum Trajectinum Henrico Bomelio autore, datiert „Morsae Kalendis Augusti Anno 1539“. In: Gerardus Geldenhaurius Noviomagus (Hrsg.): Germanicarum historiarum illustratio nunc primum excusa. Christian Egenolff, Marburg 1542, S. 30–55 (Google-Books).
  - (Neuausgabe) hrsg. von Barthold Jacob Lintelo de Geer van Jutphaas. (Werken uitgeven door het Historisch Genootschap, gevestigd te Utrecht, Ausgabe 28). Kemink & Zoon, Utrecht 1878 (bsb-muenchen.de), (Google-Books)
- (Beiträger zusammen mit Johannes Musaeus, Johannes Lithodius und Andreas Sadeler[77]) Epigramma extemperarium. In: John Bale (Hrsg.): Illustrium maioris Britanniae scriptorum hoc est Angliae Cambriae ac Scotiae summarium, in quasdam centurias diuisum, cum diversitate doctrinarum. Overton (= Dirk van der Straiten), Gippeswici (= Wesel) 1548 (www.digitale-sammlungen.de); 1549 (uni-halle.de).
  - (veränderter Beitrag) In: John Bale (Hrsg.): Scriptorvm Illustrium maioris Brytannie, quam nunc Angliam et Scotiam uocant. Catalogus a Japheto per 3618 annos, usque ad annum hunc Domini 1557. Joannes Oporinus, Basel 1557 (Google-Books).
- (zusammen mit dem Ratsherren Hermann Borgert als Übersetzer in das Niederländische vermutet)[78] Martin Luther: Enchiridion. Den cleynen catechismus (oft een onderwijs ende fundament des christelijcken geloofs) doer vraghe ende antwoorde ghestelt. Opt nieuwe overseen ende toegestelt. Mit einer Ansprache aen de Christelycke Huysvaders vam Nederland. Hans van de Braeker, Wesel 1558; 2. Auflage Hans van Braeckvelt, Wesel 1566
- (zugeschrieben)[79] Vanden Propheet Baruch, o. O. o. J. [um 1525]; 2. Auflage als Anhang Dat vi. Capittel des propheet Baruch seer schoon uitgheleyt. Ende wy sĳn ghegaen totten stommen Afgoden zu: (Übersetzung in das Niederländische) Urbanus Regius: Onderscheyt vande oude en̄ Nieuwer leere,[80][81] waer inne nu ter tĳt inden Ghelooue twist is. Van tweederhāde gerechticheyt, vanden rechten Godsdienst, en̄ vā menschelĳke insettingen. 2. Auflage Hans de Braecker, Wesel 1558, Bl. D2–E4 (Google-Books); Neuabdruck Fredrik Pijper: Polemische geschriften der Hervormingsgezinden. (Bibliotheca reformatoria neerlandica. Geschriften uit den tijd der hervorming in de Nederlanden 1). M. Nijhoff, ’s-Gravenhage 1903, S. 250–272 (archive.org).
- (Übersetzung zugeschrieben)[79] Joachim Vadian: Vandē olden en̄ nieuwen God gelooue en̄ leere.[82] o. O. (= Steven Mierdman, Wesel) 1558 (Google-Books); Neuabdruck Fredrik Pijper: Polemische geschriften der Hervormingsgezinden. (Bibliotheca reformatoria neerlandica. Geschriften uit den tijd der hervorming in de Nederlanden 1). M. Nijhoff, ’s-Gravenhage 1903, S. 27–107 (archive.org).
- (als Übersetzer der Confessio Augustana Variata[83] und der Apologie in das Niederländische vermutet)[78] Die confessie oft belydinghe des gheloofs, die den onuervvinlicken keyser Karolus de V. inden Rycxdach van Ausborch ouerghegheuen is, int iaer M.D.XXX, nu eerst uuten Latyne int Nederduytsch overgheset. Mit Beitrag Totten Leser (= An den Leser) von Philipp Melanchthon. Hans de Braeker, Wesel 1558 (Google-Books); 2. Auflage 1566 (Google-Books)
- (zugeschrieben)[84][85] Ad Theologastrorvm Coloniensivm Censvram[86] Henrici Artopoei[1] Responsio, Pro Defensione Catechismi Ioannis Monhemij Praeceptoris sui conscripta. Petrus Cephalius Duromontanus (aus Düren?), Gratianopolis (= Gnadenstadt; Grenoble?) 1562[87][88] (www.digitale-sammlungen.de)[89]

### Kompendien und Lexikonartikel
- Hermann Hamelmann: Henricus Bomelius. In: Illustrium Westphaliae virorum libri sex (1564). In: Klemens Löffler (Bearb.): Hermann Hamelmanns Geschichtliche Werke, Bd. I/3. Aschendorff, Münster 1908, S. 56; vgl. S. 101 (www.lwl.org), (archive.org)
- Hermann Hamelmann: Historia ecclesiastica renati Evangelii per inferiorem Saxoniam et Westphaliam (1586/87), darin: Historia ecclesiastica renati Evangelii in Urbe Weseliensi, De ecclesia Dusseldorpensis oppidi und Historia ecclesiastica renati Evangelii in Urbe Paderborna. In: Ernst Casimir Wasserbach (Hrsg.): Hermanni Hamelmanni … Opera Genealogico-Historica. Henrich Wilhelm Meyer, Lemgo 1711, S. 1017 (digitale-sammlungen.de), S. 1021 (digitale-sammlungen.de) und S. 1337 (digitale-sammlungen.de); vgl. auch S. 165 und S. 1033
- Franciscus Sweertius (1567–1629): Henricus Bommelius. In: Athenae Belgica sive nomenclator Infer. Germaniae scriptorum. Gulielmus a Tongris (Willem van Tongeren), Antwerpen 1628, S. 323 (Google-Books)
- Josephus Hartzheim: Bibliotheca Coloniensis, in qua vita et libri typo vulgati et manuscripti recensentur omnium archi-dioeceseos Coloniensis … indigenarum et incolarum scriptorum. Thomae Odendall, Köln 1747, S. 114 (Google-Books)
- Carl Krafft: Bomelius, Heinrich. In: Allgemeine Deutsche Biographie (ADB). Band 3, Duncker & Humblot, Leipzig 1876, S. 118 f. (Google-Books).
- Hajo Brugmans: Bomelius, Henricus. In: Nieuw Nederlandsch biografisch woordenboek, Bd. I. Sijthoff, Leiden 1911, S. 397f.(www.dbnl.org)
- Albert Rosenkranz: Das evangelische Rheinland, Bd. II Die Pfarrer. Presseverband der Evangelischen Kirche im Rheinland, Düsseldorf 1958, S. 51
- Gerrit Pieter van Itterzon: BOMMEL, HENDRIK VAN (HENRICUS BOMELIUS). In: Biografisch Lexicon voor de geschiedenis van het Nederlands Protestantisme, Bd. II. J. H. Kok, Kampen 1983, S. 76f (huygens.knaw.nl).

### Zu einzelnen Werken van Bommels
- Johann Gerhard Sardemann: Über einige im XVI. Jahrhundert in Wesel gedruckte Schriften. In: Zeitschrift des Bergischen Geschichtsvereins 2 (1865), S. 358–366 (Google-Books)
- Karl Benrath: Die Summa der Heiligen Schrift. Eine literarhistorische Untersuchung. In: Jahrbücher für protestantische Theologie 7,1 (1881), S. 127–159 (Google-Books); 8,4 (1882), S. 681–705 (Google-Books) und 9,2 (1883), S. 328–345 (Google-Books)
- Johannes Justus van Toorenenbergen: Het oudste Nederlandsche verboden boek 1523. Oeconomica christiana, in rem christianam Instituens, quidve creditum ingenue christianum oportet (etc.); Summa der godliker scrifturen (lateinisch und niederländisch). (Monumenta Reformationis Belgicae 1). E. J. Brill, Leiden 1882 (Google-Books).
- Otto Clemen: Die Lamentationes Petri. In: Zeitschrift für Kirchengeschichte 19 (1899), S. 431–448 (archive.org; spricht sich gegen die Autorschaft Bommels aus).
- Fredrik Pijper: Polemische geschriften der Hervormingsgezinden. (Bibliotheca reformatoria neerlandica. Geschriften uit den tijd der hervorming in de Nederlanden 1). M. Nijhoff, ’s-Gravenhage 1903 (archive.org).
- Johann Michael Reu: Quellen zur Geschichte des kirchlichen Unterrichts in a.der evangelischen Kirche Deutschlands zwischen 1530 und 1600, Bd. I Quellen zur Geschichte des Katechismus-Unterrichts, Teilbd. 3. Ost-, Nord-, und Westdeutsche Katechismen, Abt. 1 Historisch-bibliographische Einleitung. C. Bertelsmann, Gütersloh 1935 (Nachdruck Olms, Hildesheim 1976), S. 1287, 1298, 1301 (Google-Books; eingeschränkte Vorschau)
- Frederik Samuel Knipscheer: Hendrik van Bommel „Translatoer“ van Ste Matheus, Februari 1522. In: Nederlands archief voor kerkgeschiedenis 36 (1948), S. 125–134 (www.jstor.org; eingeschränkte Vorschau). = Martinus Nijhoff, ’s-Gravenhage 1948
- Frederik Samuel Knipscheer: Hendrik van Bommel, vertaler van Ste Matheus. In: Nederlands archief voor kerkgeschiedenis 37,1 (1949), S. 16–26 (www.jstor.org; eingeschränkte Vorschau).
- Johannes Trapman: De summa der godliker scrifturen (1523). (Diss. Leiden 1978). New Rhine Publishers, Leiden 1978[90]
- Johannes Trapman: Überlegungen zu einer unbekannten Ausgabe des ‚Summario de la Santa Scrittura‘. In: Nederlandsch archief voor kerkgeschiedenis 67 (1987), S. 143–155 (www.jstor.org; eingeschränkte Vorschau)
- Susanna Peyronel Rambaldi: Dai Paesi Bassi all'Italia: „il Sommario della Sacra Scrittura“. Un libro proibito nella società italiana del Cinquecento. Olschki, Florenz 1997.
- Paul Valkema Blouw: Het eerste in de Lage Landen verboden boek: ‚Summa der Godliker Scrifturen‘ (1523). In: E codicibus impressisque, Teil II Drukken van de zestiende tot de twintigste eeuw. (Miscellanea Neerlandica 19). Peeters, Löwen 2004, S. 363–377 = The First Prohibited Book in the Netherlands. Summa der Godliker Scrifturen (1523). In: Paul Dijstelberge, Anthony (Ton) R. A. Croiset van Uchelen (Hrsg.): Dutch Typography in the Sixteenth Century. The Collected Works of Paul Valkema Blouw. E. J. Brill, Leiden 2013, S. 913–924

### Zur Aufnahme auf den Index Prohibitorium
- Franz Heinrich Reusch: Der Index der verbotenen Bücher, Bd. I. Max Cohen & Sohn, Bonn 1883, S. 104f u. ö. (Google-Books).
- Franz Heinrich Reusch (Hrsg.): Die Indices Librorum Prohibitorum des sechzehnten Jahrhunderts. (Bibliothek des Literarischen Vereins in Stuttgart 176). Laupp, Tübingen 1886 (Nachdrucke 1961 und 1960 durch B. de Graaf, Nieuwkoop), s. v. „Artopoeus, H. Bomius, Esdra(e), summe, sum of scripture, somme, Sume, Sommario, Sommarium, confutatio determinationis, Parisiensium, Oeconomica, theologastrorum, Matheus“ S. 10–12, 15, 18, 20, 104, 136, 188, 194, 261, 270, 285, 295, 310, 346, 498, 554 (Google-Books).
- Grantley McDonald: ‚Burned to Dust‘: Censorship and Repression of Theological Literature in the Habsburg Netherlands during the 1520s. In: Violet Soen, Dries Vanysacker und Wim François (Hrsg.): Church, Censorship and Reform in the Early Modern Habsburg Netherlands. (Bibliothèque de la Revue d’histoire ecclésiastique 101). Brepols, Turnhout 2017, S. 27–52 (www.academia.edu).

### Untersuchungen zur Biographie
- Johann Hildebrand Withof: Num. XVI. Des Duisburgischen bishero ungedruckten Chronici Achtzehntes Stück. und Num. XVII. Des Duisburgischen bishero ungedruckten Chronici Neunzehntes Stück. In: Duisburgische Adresse- und Intelligenz-Zettel (1741), S. 125–128 und 133–136 (ub.uni-duesseldorf.de und ub.uni-duesseldorf.de).
- Johann Hildebrand Withof: Num. XXIX. Nachricht von Heinrico Bomelio, dem Urheber des Buches „De bello Trajectino“. In: Duisburgische Adresse- und Intelligenz-Zettel (1761), S. 199–210 (ub.uni-duesseldorf.de).
- Johann Peter Berg († 1800), Ludwig Troß (Hrsg.): Reformationsgeschichte der Länder Jülich, Cleve, Berg, Mark, Ravensberg und Lippe. Schulz, Hamm 1826, S. 102, 121f, 149–151, 157, 171–177 (Google-Books)
- Carl Krafft: Der Niederländer Heinrich Bomelius zu Moers und Wesel als Historiker. In: Monatsschrift für Rheinisch-Westfälische Geschichtsforschung und Alterthumskunde 2 (1876) S. 224–231 (Google-Books).
- Jacob Gijsbert de Hoop Scheffer: Geschichte der Reformation in den Niederlanden von ihrem Beginn bis zum Jahre 1531. S. Hirzel, Leipzig 1886, S. 290, 377–382, 386 (Google-Books).
- Frederik Samuel Knipscheer: Hendrik van Bommel schreef „Confutatio …“ 1521. In: Nederlands Archief voor Kerkgeschiedenis 32,1 (1939), S. 171–195 (brill.com; eingeschränkte Vorschau).
- Frederik Samuel Knipscheer: Hendrik van Bommel. In: Nederlandsch archief voor kerkgeschiedenis 33 (1942), S. 62–65
- Frederik Samuel Knipscheer: Aanwijzing van Bronnen over het leven en geschriften van Hendrik van Bommel. In: Nederlands archief voor kerkgeschiedenis 40,1 (1955), S. 112–114 (www.jstor.org; eingeschränkte Vorschau), (brill.com; eingeschränkte Vorschau)
- Petrus Franciscus Wolfs OP: Das Groninger „Religionsgespräch“ (1523) und seine Hintergründe. N.V. Dekker, Nimwegen 1959 (ubn.ru.nl)

### Aufenthalte in Wesel und Moers
- Julius Heidemann:[91] Vorarbeiten zu einer Geschichte des höheren Schulwesens in Wesel. A. Bagel, Wesel 1853, bes. S. 37 (Google-Books) (mit Auszügen aus den Ratsprotokollen)
- Peter Theodor Anton Gantesweiler: Chronik der Stadt Wesel (1795), Manuskript hrsg. von einem Komitee Weseler Bürger. Kühler, Wesel 1881, S. 65, 223, 233–236, 244, 279 und 309 (Google-Books)
- Albrecht Wolters: Reformationsgeschichte der Stadt Wesel. Adolph Marcus, Bonn 1868, S. 138, 142, 146f, 214f, 218, 229 und 231 (Google-Books)
- Carl Krafft: Aus den Aufzeichnungen Heinrich Bullinger's zu Zürich über die Jahre seines Studiums zu Emmerich und Köln 1516–1522. Samuel Lucas, Elberfeld 1870, S. 100 Anm. 1 (Google-Books).
- Carl Krafft: Der Niederländer Heinrich Bomelius zu Moers und Wesel als Historiker. In: Monatsschrift für Rheinisch-Westfälische Geschichtsforschung und Alterthumskunde 2 (1876) S. 224–231 (uni-muenster.de)
- Philippe Denis: Les églises d’étrangers en pays rhénans (1538–1564). (Bibliothèque de la Faculté de philosophie et lettres de l’Université de Liège 242). Les Belles Lettres, Paris 1984, S. 178, 198, 203 Anm. 3, 211–213, 226, 435 und 557 (Google-Books).
- Thomas P. Becker: Moers in der Reformationszeit (1998). Vortrag (PDF; 49 kB, abgerufen am 26. Januar 2023)

### Zum Namensvetter Henricus Bommelius († 1542)
- Valerius Andreas: Bibliotheca Belgica de Belgis vita scriptisque. Jacob Zegers, Löwen 1643, S. 343; vgl. S. 875 und 896 (Google-Books).
- Jan Frans Foppens (1689–1761): Henricus Bommelius. In: Bibliotheca Belgica, sive Virorum in Belgio vita, Bd. I. Pieter Foppens, Brüssel 1739, S. 435 (Google-Books).
- Caspar Burman (1696–1755): Trajectum eruditum, virorum doctrina inlustrium. Besseling, Utrecht 1750, S. 29f (Google-Books).
- Abraham Jacob van der Aa: BOMMELIUS (Henricus). In: ders.: Biographisch woordenboek der Nederlanden, Bd. II. J. J. van Brederode, Haarlem 1854, S. 816 (huygens.knaw.nl).